# 松田洋子
松田洋子（1964年8月5日—），日本漫畫家，日本新媒體動漫藝術節漫畫部門審查委員。

## 經歷
松田洋子5歲時移居福山市，誠之館高中畢業後上東京，20歲時結婚。30歲離婚後，立志成為漫畫家。投稿到講談社《Morning》雜誌獲得第27屆「千葉徹彌賞」一般部門大賞，得獎作為《薫の秘話》。
2007年作品《赤い文化住宅の初子》改編為真人版電影。2013年作品《ママゴト》榮獲日本漫畫家協會賞優秀賞。2015年開始擔任日本新媒體動漫藝術節漫畫部門審查委員。